# 西山森林公園

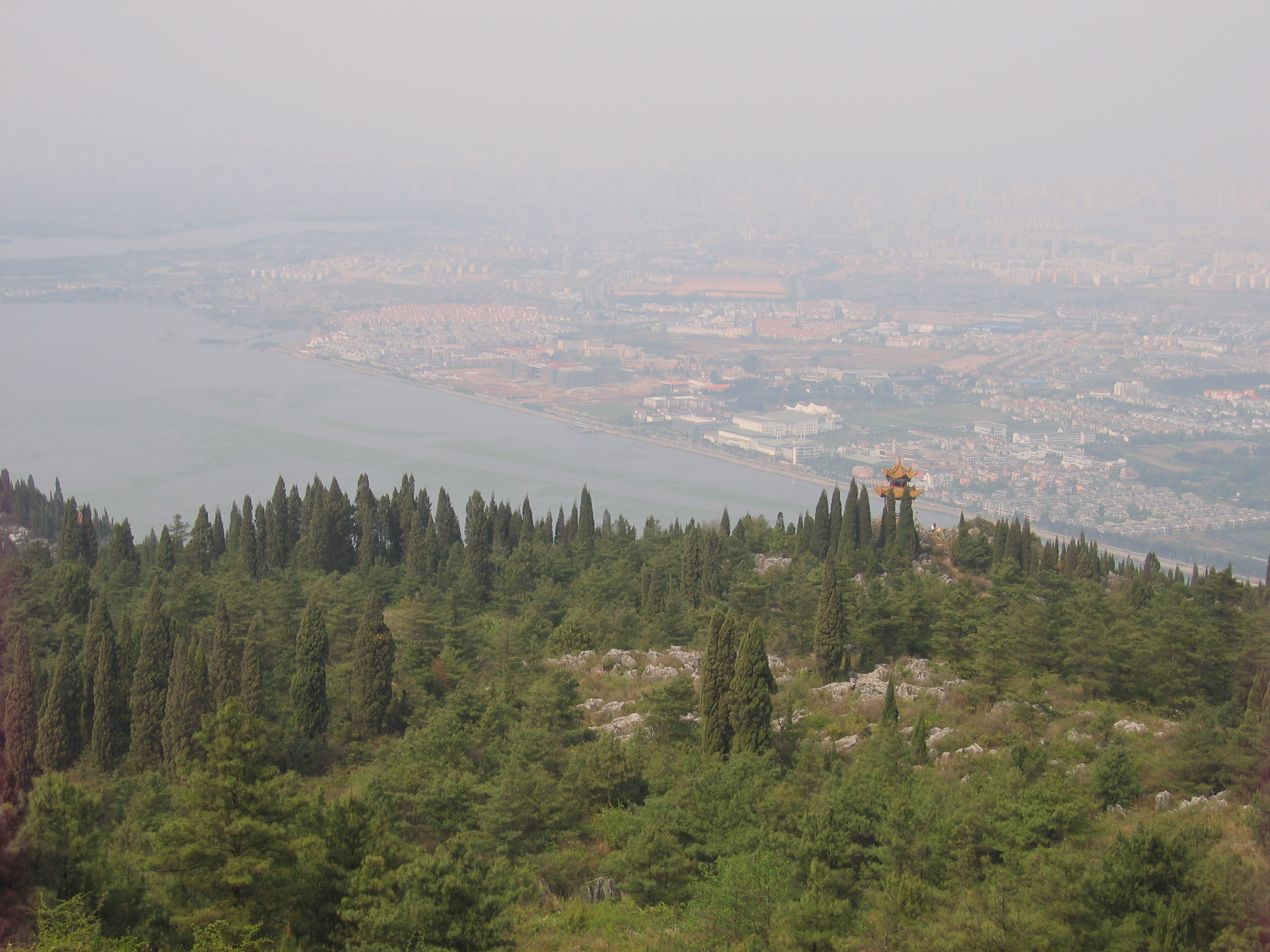
西山森林公園から滇池を見下ろす

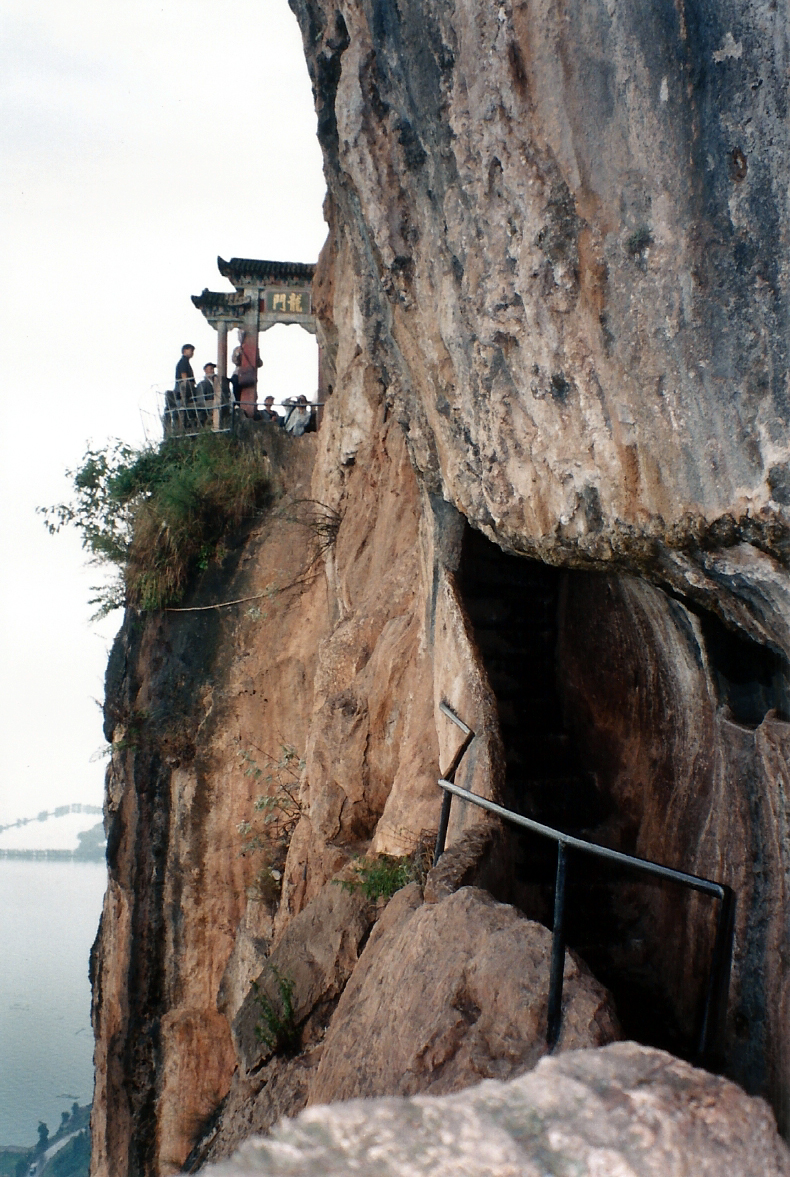
西山森林公園の「龍門」

西山森林公園（せいざんしんりんこうえん、中国語: 昆明西山森林公园）は中国雲南省昆明市の西郊外15キロメートルにある森林公園である。
滇池の西側にそびえる西山にあり、占有面積は889ヘクタール、最高峰（羅漢山）の海拔は2507.5メートル、滇池の水面からは約620メートルである。
園内に龍門、三清閣、華亭寺、太華寺、中国国歌作曲者の聶耳の墓（zh:聂耳墓）などの名勝がある。山上から滇池を超えて、対岸の民俗村へケーブルカーがある。

## 交通
昆明市内から公園の北端へバス、また雲南民族村からは滇池を超えて行くケーブルカーがある。